# Stellaria fischeriana
Stellaria fischeriana är en nejlikväxtart som beskrevs av Nicolas Charles Seringe. Stellaria fischeriana ingår i släktet stjärnblommor, och familjen nejlikväxter. Inga underarter finns listade i Catalogue of Life.